# Caracalpaques
Os Caracalpaques, ou Qaraqalpaqs (/ˈkærəlkəlpɑːks,_ʔpæks/; em caracalpaque:  Qaraqalpaqlar, Қарақалпақлар), são um povo túrquico que vive sobretudo no Uzbequistão, na República Autónoma da Caracalpáquia ou Caracalpaquistão.
Durante o século XVIII assentaram nas zonas baixas do rio Amu Dária e no (antigo) delta do Amu Dária na costa sul do mar de Aral. O nome "Caracalpaque" provém das palavras "qara" que significa "preto", e "qalpaq" que significa "chapéu".

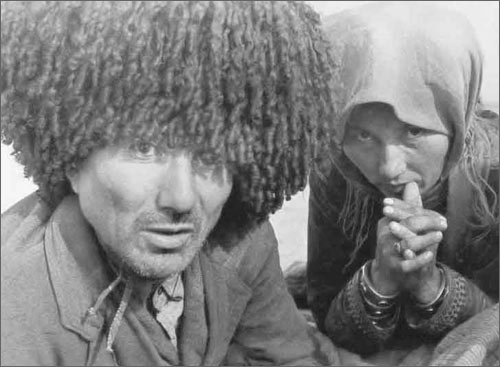
Caracalpaques nómadas, 1932

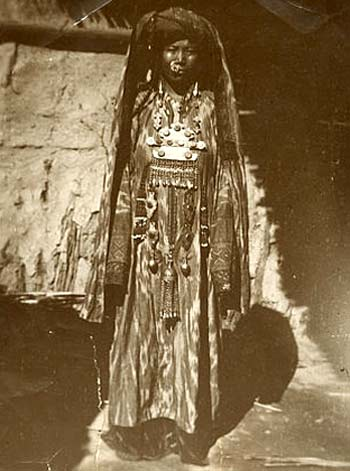
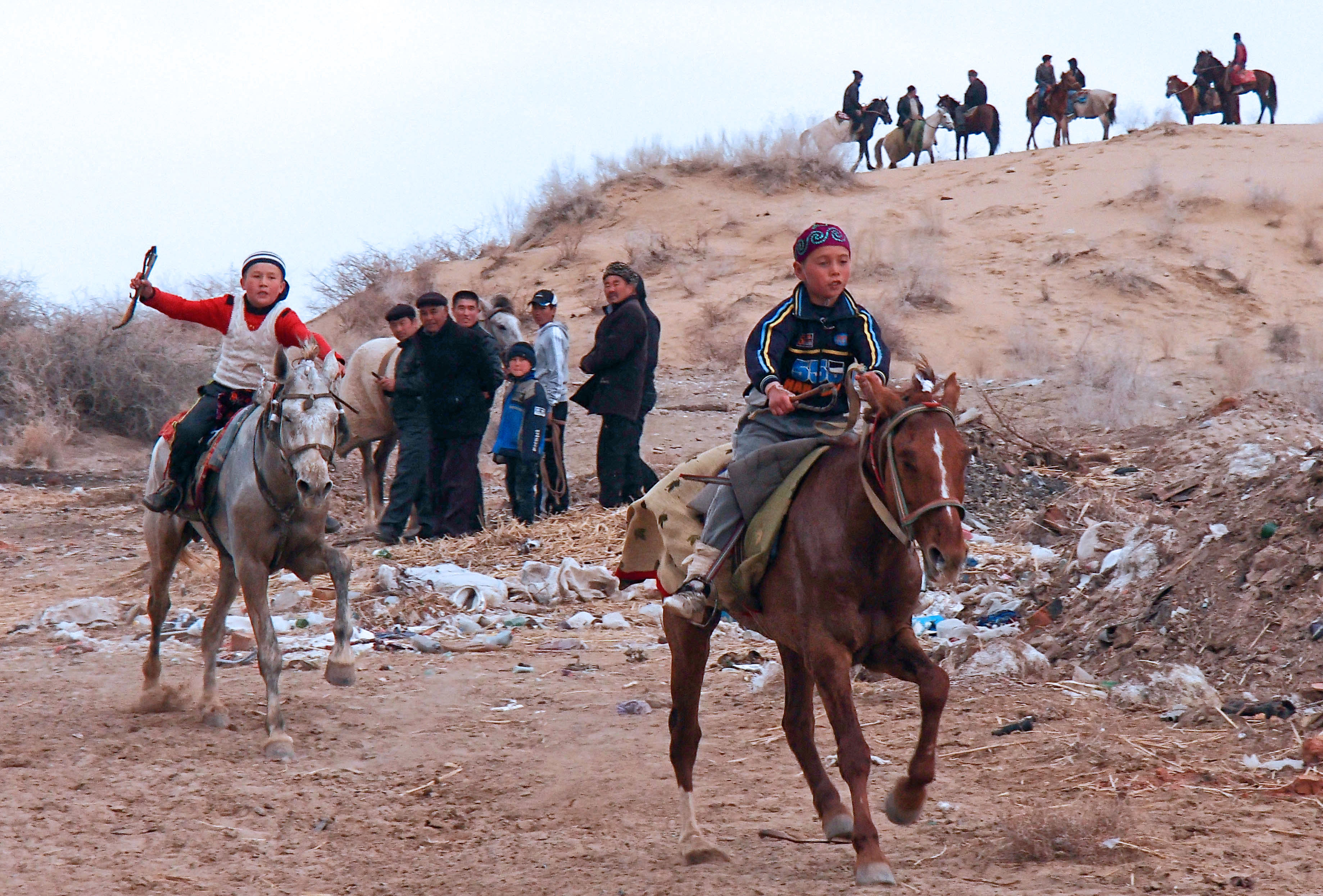
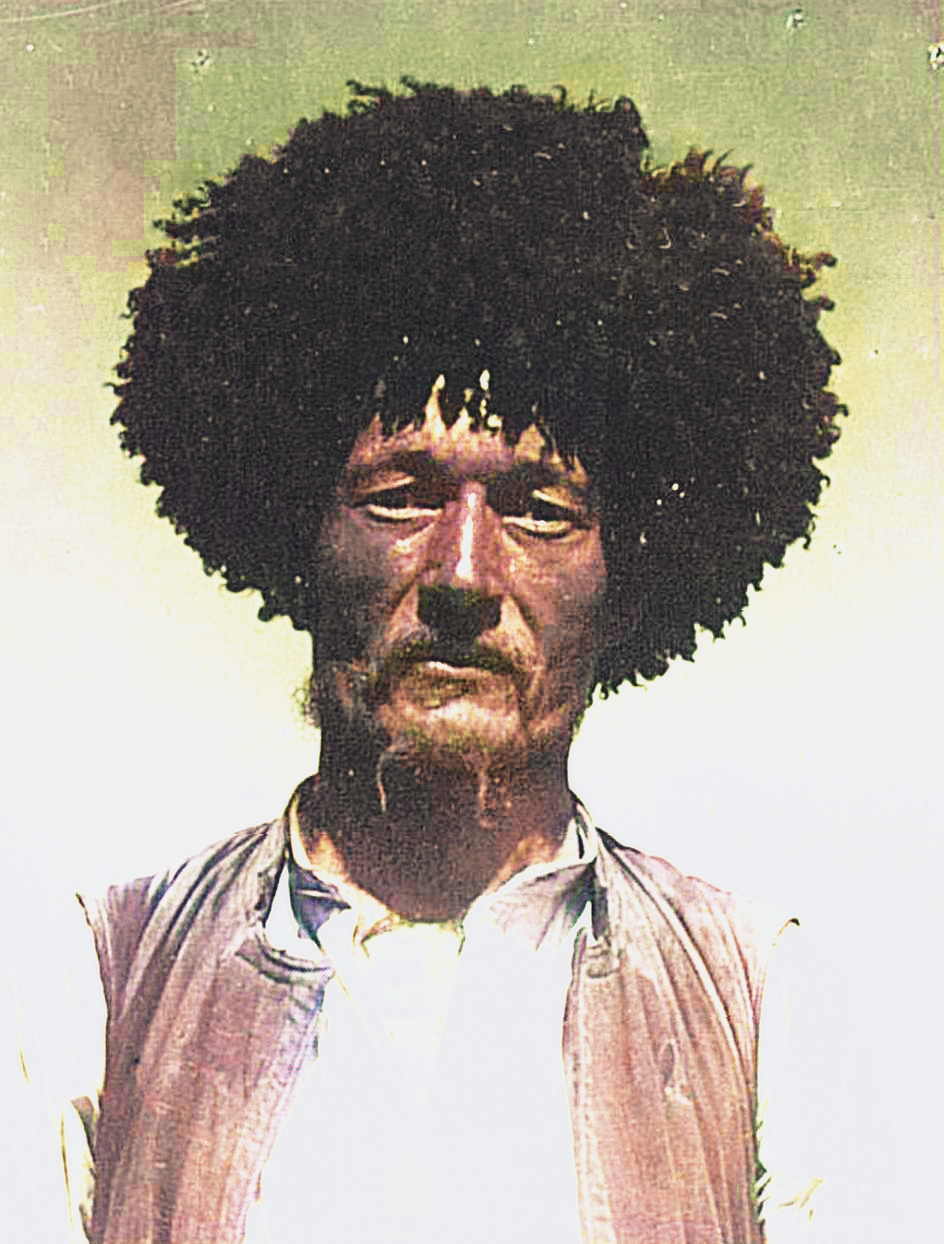
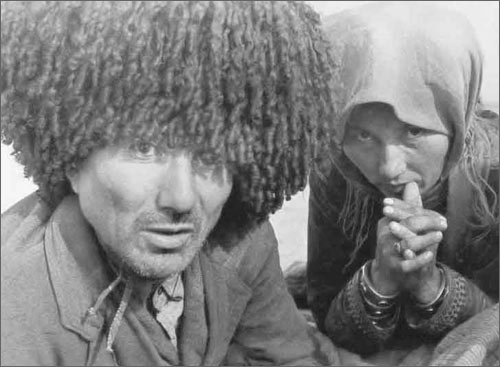
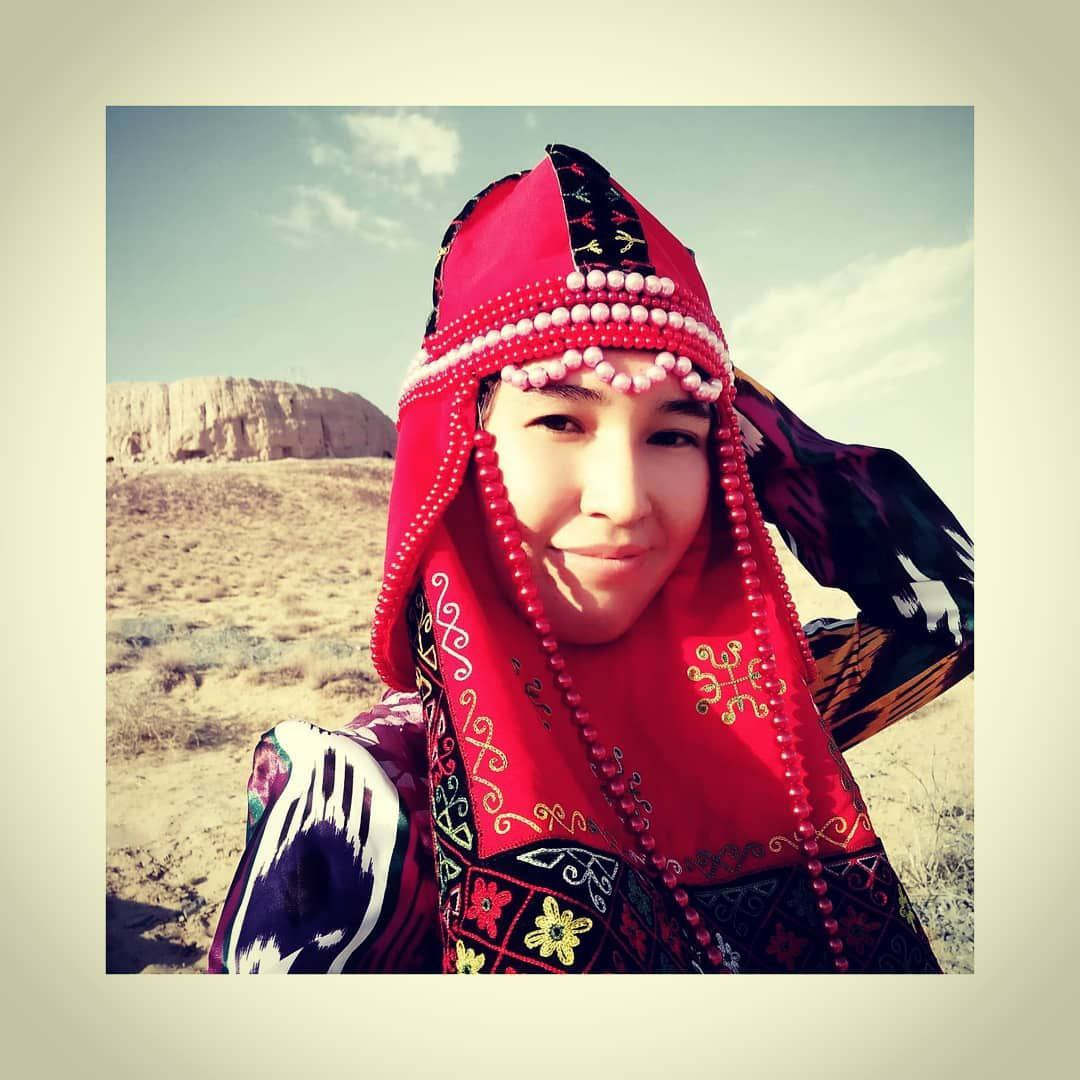
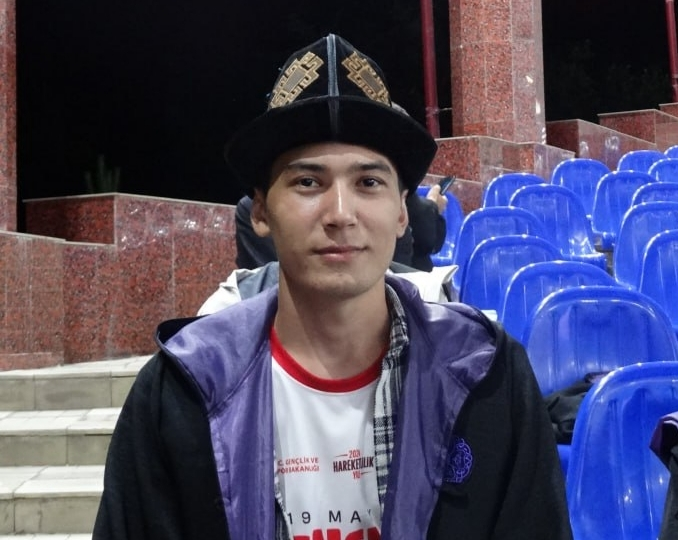
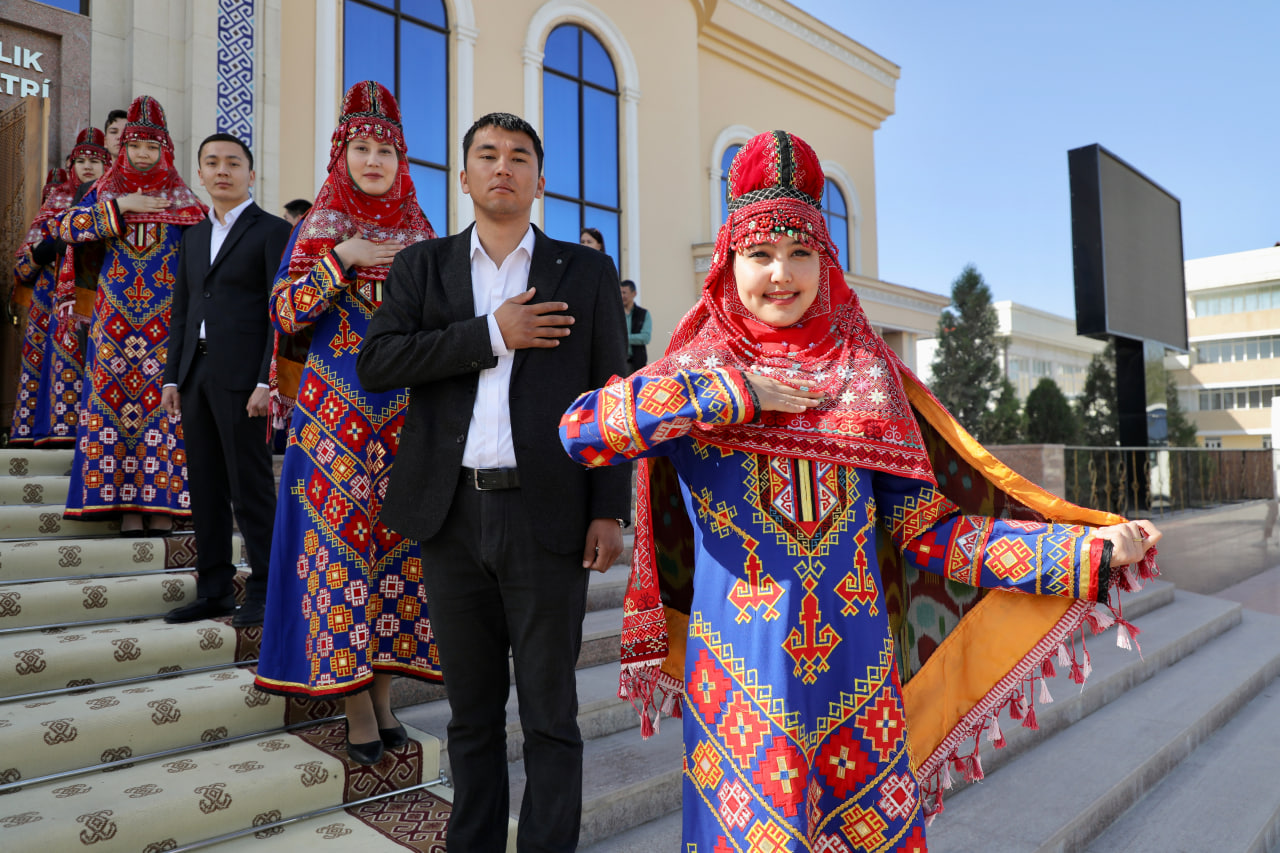